# 福岡県立北筑高等学校
福岡県立北筑高等学校（ふくおかけんりつほくちくこうとうがっこう）は、福岡県北九州市八幡西区北筑一丁目にある男女共学、全日制の公立高等学校である。
向学・自律・飛翔を校風に掲げ、しっかりとした規律を重んじ、文武両道をモットーとしている。昔は厳しい校風を称して「軍隊の北筑」として有名であったが、現在は校律がほぼなくなっており、個人の判断に委ねられている。
部活動は吹奏楽が強豪で、九州大会の常連校である。初夏の竹陵祭では書道部・美術部のオープニングパフォーマンスから始まり、特にギター部のライブや自由参加のエンジョイパフォーマンス、三年生のダンス対決では他校に類を見ない盛り上がりを見せる。秋の大運動会では他校であまり見られることがない「集団行動」「三点倒立」「ワンズ体操」などの種目も行われている。

## 設置学科
全日制課程
- 普通科
- 英語科

## 沿革
- 1978年1月 - 第四学区新設高等学校設立準備室（福岡県立東筑高等学校内）開設、本校設置公布
- 1978年4月 - 開校式並びに第1回入学式を則松中学校体育館にて挙行
- 1979年3月 - 第一期工事竣工
- 1980年2月 - 第二期工事竣工（管理棟、理科・家庭科等特別教室、普通教室）
- 1981年3月 - 第三期工事竣工（図書館、視聴覚教室、特別教室）
- 1982年3月 - 第四期工事竣工（柔剣道場、食堂、正門）
- 1983年3月 - 第五期工事竣工（普通教室、体育館渡り廊下）
- 1985年5月 - 第2グラウンド工事竣工
- 1985年10月 - 第六期工事竣工（職員室、玄関拡張、普通教室）
- 1987年10月 - 弓道場竣工
- 1990年2月 - 飛翔館（コモンホール）竣工
- 1990年9月 - 第2グラウンドのスタンド竣工
- 1991年3月 - 飛翔館周辺庭園竣工
- 1992年3月 - 校訓碑竣工、校訓碑周辺庭園竣工
- 1992年7月 - プール竣工
- 1996年3月 - テニスコート竣工
- 1996年9月 - 中庭内東屋竣工
- 1998年2月 - 部室竣工
- 2000年3月 - 屋外便所竣工
- 2001年3月 - 第1グラウンドの駐輪場増設
- 2003年3月 - 南門新設、第2グラウンド改修工事竣工
- 2007年 - 女子夏制服変更
- 2020年 - 女子制服変更（スラックス、キュロット）
- 2024年１月 - 体育館棟 第一期大規模改造工事竣工

## 部活動
文化部
- 応援団部
- 吹奏楽部
- 美術部
- 書道部
- 茶華道部
- 写真部
- ESS部
- ギター部
- 放送部

運動部
- 野球部
- サッカー部
- ラグビー部
- 男子バレーボール部
- 女子バレーボール部
- 水球・水泳部
- 卓球部
- 男子バスケットボール部
- 女子バスケットボール部
- 男子バドミントン部
- 女子バドミントン部
- 陸上部
- 弓道部
- 男子テニス部
- 女子テニス部
- 柔道部
- 剣道部
- 総合運動部

## アクセス
最寄りの鉄道駅
- 筑豊電気鉄道線「今池駅」より徒歩7分

最寄りのバス停
- 西鉄バス北九州
  - 「北筑高校」バス停より徒歩1分
  - 「永犬丸4丁目」バス停より徒歩7分

## 著名な出身者

### 芸能
- 野間口徹 - 俳優（VRおじさんの初恋、サラリーマンNEO）
- 富豪富豪夢路 - ボビナムマスター、プロレスラー、デザイナー

### スポーツ
- 今永昇太 - プロ野球選手投手（シカゴ・カブス、元横浜DeNAベイスターズ）
- 高嵜理貴 - 元サッカー選手（元サガン鳥栖）、サッカーGKコーチ（元INAC神戸レオネッサ）
- 松本良一 - サッカーフィジカルコーチ（元サッカー日本代表兼東京2020オリンピックサッカー日本代表）

### アート・文芸
- Maria - 漫画家（ノー・コントロール、Lovesick、愛の言魂）

### 教育
- 山中寿朗 - 地球科学者（東京海洋大学教授）※鹿児島湾でレアメタル発見

### 経済
- 瀬戸健 - 経営者（RIZAPグループ創業者・代表取締役社長）